# Третья Армения
Третья Армения (арм. Երրորդ Հայք Еррорд hАйк) — провинция Византийской империи, образованная на месте бывшей Второй Армении согласно административному делению Юстиниана II (535−536 годы). 
Центр области — Мелитина, другие города — Арка, Арабиссус, Кокисон, Команы Каппадокийские, Ариаратия, Золотан.
Населена была, в основном, армянами, а также евреями и греками.